# Evaristo Bustinza
Evaristo Bustinza Lasuen, conocido por el pseudónimo Kirikiño (Mañaria, 26 de octubre de 1866-31 de enero de 1929), fue un escritor y periodista español en lengua vasca.

## Biografía
Nació en la localidad vizcaína de Mañaria el 26 de octubre de 1866. En su niñez se trasladó con su familia a Almansa (Albacete), donde su padre Carlos ejercía como cantero y allí transcurrió su juventud. En el marco familiar continuó la práctica del dialecto vizcaíno del euskera de su familia, que más tarde cultivaría como escritor.

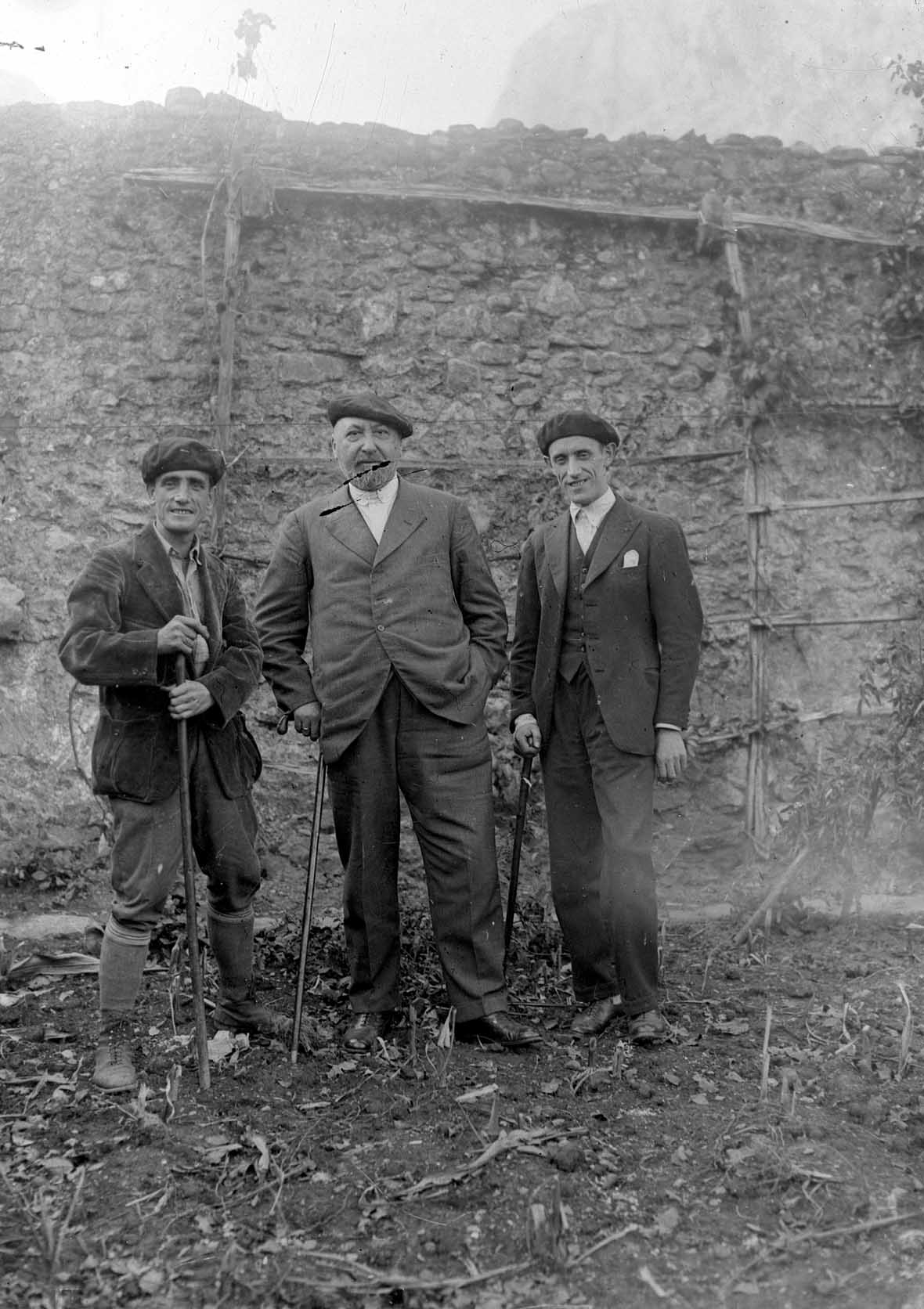
en el centro, Kirikiño (Evaristo Bustintza), con el escultor de Carlos de Elguezua e Indalecio Ojanguren. 1929

Profesor de euskera, poeta, periodista, escritor en euskera y compositor de conocidas letras de canciones. Durante un breve periodo de tiempo trabajó en la cátedra ofrecida por la Diputación Foral de Vizcaya en sustitución de Resurrección María de Azkue, quien a su vez lo invitaría a colaborar en la revista Euskalzale, empezando con su labor de periodista. En ésta publicó su primera obra, Zerutar bat, y en 1913 empezó a firmar como Kirikiño (erizo de mar en castellano), siendo responsable de la sección en euskera del periódico Euzkadi.
Kirikiño tenía especial cariño por el vizcaíno. Tradujo muchas obras a este, de las cuales una cantidad considerable eran de autores vascos: Meza Barriya de Abelino Barriola, Lelo de Alfredo Etxabe, etc. Dejó obras de producción propia como el monólogo Antton Berakatz (1914) y Abarrak, colección de distintas lecturas en lengua popular y de fácil lectura en 1918.
En otros ámbitos, Kirikiño fue un orador excepcional, siendo capaz de llegar, según se dice, a toda la gente que acudía a las fiestas vascas y mítines. En gran parte el fortalecimiento del vasquismo en Vizcaya se debe él. Falleció el 31 de enero de 1929.

## Obra

### Narración
- Abarrak... idatziriko irakurgaitxuak (1918, Grijelmo)
- Bigarrengo Abarrak (1980, GEU)
- txusti

### Artículos
- Edo geuk iñok ez euskeraren alde (1984, Labayru)
- Egunekoa (1981, Labayru)
- Guda Nagusia (1914-1918) (1989, Labayru)
- Aberriaren alde, artikulu politikoak (2005, Labayru)